# Stromżyk
Stromżyk (niem. Sturmbach) – strumień w północno-zachodniej Polsce, prawy dopływ Lisiego Potoku. Płynie przez środkową część Puszczy Bukowej w województwie zachodniopomorskim. 
Stromżyk wypływa z dwóch źródeł: wschodniego na północnym stoku Zbójnego Wierchu i zachodniego na wschodnim stoku Orlicy. Strumień płynie na północny zachód malowniczą doliną, miejscami o dzikim, pierwotnym charakterze; przyjmuje z lewego brzegu potok Od Polany i zaraz potem uchodzi do Lisiego Potoku.